# Alexander Alexejewitsch Scharow
Alexander Alexejewitsch Scharow (russisch Александр Алексеевич Жаров; * 31. Märzjul. / 13. April 1904greg. in Semjonowskaja, Oblast Moskau; † 7. September 1984 in Moskau) war ein sowjetischer Dichter.

## Leben
Scharow entstammte einer Bauernfamilie und besuchte die Realschule in Moschaisk. Er trat 1918 dem Komsomol bei. 1920 war er Delegierter des III. Kongresses des Komsomol. Im selben Jahr wurde er Mitglied der Kommunistischen Partei Russlands (Bolschewiki). Er studierte an der Moskauer Staatliche Universität und besuchte dort das Poesieseminar von Waleri Jakowlewitsch Brjussow. Er gehörte zu den Mitbegründern der Komsomol-Dichtervereinigung „Молодая гвардия“ (dt. Junge Garde). Scharow nahm 1934 am I. Allunions-Kongress der Sowjetschriftsteller 1934 unter der Präsidentschaft von Maxim Gorki in Moskau teil und wurde Mitglied des Schriftstellerverbandes der UdSSR.

## Werk
Scharows erste Gedichte erschienen 1921. Sein Gedichtband „Ледоход“ (Eisgang) erschien 1925 mit einem Vorwort von Anatoli Wassiljewitsch Lunatscharski. Es folgten die Poeme „Комсомолец“ (Komsomolze, 1924), „Мастер Яков“ (Meister Jakob, 1924), „Азиаты“ (Asiaten, 1925) und sein wohl berühmtestes Poem „Гармонь“ (Harmonika, 1926).
In den 1930er Jahren schrieb er die Poeme „Два паспорта“ (Zwei Pässe, 1934), „Сентиментальный друг“ (Sentimentaler Freund), „Дзержинский“ (Dserschinski, 1934–53), „Товарищ Ворошилов“ (Genosse Woroschilow, 1935) und „Варя Одинцова“ (Warja Odinzowa, 1938).
Während des Zweiten Weltkrieges diente Scharow in der sowjetischen Marine. Zu dieser Zeit schrieb er eine Vielzahl patriotischer Gedichte und Poeme über Seehelden, darunter „Богатырь“ (Der Krieger, 1942), „Керим“ (Kerim, 1942) und „Борис Сафонов“ (Boris Safanow, 1944).
Scharow ist auch der Autor zahlreicher populärer Lieder wie „Заветный камень“ (Geheiligter Stein), „Грустные ивы“ (Trauerweide), „Мы за мир“ (Wir für den Frieden), „Ходили мы походами“ (Wir gingen wandern), „Где ты, утро раннее?“ (Wo bist du, früher Morgen?) sowie des bekannten Pionierliedes „Взвейтесь кострами, синие ночи“ (Loder auf Lagerfeuer, blaue Nächte, 1922).

## Auszeichnungen
Scharow erhielt den Orden der Oktoberrevolution, vier Orden des Roten Banners der Arbeit, den Orden des Roten Sterns sowie weitere Medaillen, darunter die Medaille „Sieg über Deutschland“ und die Medaille „Für den Sieg über Japan“.